# Повєткін Олександр Володимирович
Повєткін Олександр Володимирович (нар. 2 вересня 1979, Курськ, Російська РФСР) — професійний боксер, виступав у важкій вазі. «Регулярний» чемпіон світу за версією WBA (2011—2013). Олімпійський чемпіон з боксу у надважкій ваговій категорії (2004 рік). Путініст, публічно підтримав напад Росії на Україну. Віце-губернатор Вологодської області.

## Біографія
Займатися боксом почав в 1992 році в курському спорткомплексі «Спартак».
Захоплювався іншими видами єдиноборств: рукопашним боєм, ушу, карате, кікбоксинг.
Двічі одружений. Друга дружина — Євгенія Меркулова, з нею Олександр Повєткін одружився в липні 2013 року. Має доньку Аріну від першого шлюбу.

## Аматорська кар'єра
2001 року дебютував на чемпіонаті світу, де дійшов до чвертьфіналу, в якому програв українському боксеру Олексію Мазікіну.
На Іграх доброї волі 2001 переміг Олексія Мазікіна та Рустама Саїдова (Узбекистан) і став переможцем.
2002 року став чемпіоном Європи, здолавши на шляху до золота Себастьяна Кебера і Роберто Каммарелле.
2003 року став чемпіоном світу, вигравши в фіналі у кубинця Педро Карріона.
На чемпіонаті Європи 2004 став чемпіоном, вигравши в фіналі у Роберто Каммарелле.
На Олімпійських іграх 2004 Повєткін втретє в кар'єрі переміг в півфіналі італійця Камарелле і отримав золоту медаль без фінального бою через травму Мухаммеда Алі з Єгипту.

## Професіональна кар'єра
Професіональну кар'єру розпочав у 2005 році. Промоутером Повєткіна став Вілфрид Зауерланд, тому перші 9 боїв росіянин провів у Німеччині.

### Бій з Бердом
27 жовтня 2007 року провів відбірковий за версією IBF бій проти екс-чемпіона світу американця Кріса Берда. Поєдинок проходив у високому темпі з перевагою Повєткіна. У 11 раунді росіянин так накинувся на американця, що тренер і батько Кріса Джо Берд викинув рушник, знявши сина з бою. Після цієї перемоги Повєткіну належало зустрітися з американцем Едді Чемберсом, щоб визначити обов'язкового претендента для чемпіона IBF, яким був на той час Володимир Кличко.

### Бій з Чемберсом
26 січня 2008 року у Берліні відбувся бій Олександр Повєткін — Едді Чемберс. Повєткін активно розпочав, викидав багато ударів, але Чемберс ловив його на контратаках, потрясши у 1 і 3 раундах. Повєткін продовжував працювати по корпусу і у другій половині бою почав переважати Чемберса. Перемога Повєткіна була одноголосною.
19 липня 2008 року Повєткін переміг американця Тауруса Сайкса і відповідно до рішення IBF повинен був зустрітися до 26 листопада 2008 року з Володимиром Кличком. Але у жовтні менеджер Повєткіна Хрюнов повідомив, що росіянин травмувався і не зможе підготуватися до вже запланованого на 13 грудня бою з Кличком.
Протягом 2009—2010 років Повєткін бився з низькорейтинговими суперниками. У жовтні 2010 року він відмовився брати участь у турнірі претендентів на бій з Володимиром Кличком, який організовувала IBF, через що ця організація виключила Повєткіна зі свого рейтингу.

### Бій з Чагаєвим
27 серпня 2011 року в Ерфурті, Німеччина відбувся бій за вакантний титул регулярного чемпіона за версією WBA Олександр Повєткін (21-0, 15КО) — Руслан Чагаєв (27-1-1, 17КО). Перед боєм фаворитом був росіянин, але після розвідки у перших раундах ініціативу захопив узбецький боксер, раз по раз прошиваючи захист Повєткіна коронним ударом лівою. Починаючи з 9 раунду Чагаєв почав підсідати, даючи змогу Повєткіну проводити свої атаки. Результатом 12-раундового бою стала перемога Повєткіна одностайним рішенням — 116—112 і двічі 117—113. Свою перемогу Повєткін присвятив батькові, який помер незадовго до того.
3 грудня 2011 року Повєткін захистив титул, нокаутувавши американця Кедріка Босвелла у 8 раунді.
25 лютого 2012 року у важкому бою з німецьким боснійцем Марко Хуком здобув перемогу рішенням більшості.
29 вересня 2012 року нокаутував у 2 раунді американця Хасима Рахмана, а 17 травня 2013 року здобув перемогу технічним нокаутом над поляком Анджеєм Вавжиком.

### Чемпіонський бій з Володимиром Кличком
5 жовтня 2013 року Повєткін провів бій з чемпіоном WBA Super, WBO і IBF Володимиром Кличком. Бій відбувся на Олімпійському стадіоні у Москві, виявився невидовищним і проходив за явної переваги українського чемпіона.
Олександр чотири рази падав на настил рингу, причому 1 раз у 2-му і тричі в 7-му раунді. Вперше у професіональній кар'єрі Повєткін побував у нокдауні. Бій продовжувався всі 12 раундів. За результатами бою всі три судді, як і неофіційні судді, віддали Володимиру перемогу з розгромним рахунком — 119:104.

### Відмінені бої із Деонтеєм Вайлдером та Бермейном Стіверном і допінгова справа
30 травня 2014 року Повєткін, перемігши нокаутом сирійця Мануеля Чарра, завоював вакантний інтернаціональний титул WBC, а 24 жовтня 2014 року нокаутував француза Карлоса Такама і здобув титул WBC Silver. Провівши вдалий захист титулу проти кубинця Майка Переса і поляка Маріуша Ваха, Повєткін став обов'язковим претендентом на пояс чемпіона WBC.
26 лютого 2016 року в американському Маямі відбулися торги за право проведення бою між чемпіоном світу з боксу за версією WBC американцем Деонтеєм Вайлдером та обов'язковим претендентом росіянином Олександром Повєткіним. Перемогла російська сторона, заявка котрої склала трохи більше $7,15 мільйонів.
Бій між чемпіоном світу за версією WBC у важкій вазі американцем Деонтеєм Вайлдером і росіянином Олександром Повєткіним мав відбутися 21 травня 2016 року в Москві на арені Мегаспорт.
13 травня 2016 року було оголошено, що в допінговій пробі Олександра Повєткіна, взятій у квітні, було знайдено залишкові сліди мельдонію в концентрації 72 нанограма. Бій перенесли.
15 травня стало відомо, що Деонтей відмовився проводити бій через позитивну пробу росіянина на допінг.. 31 травня 2016 року опублікований результат додаткової п'ятої проби на допінг, взятий у Повєткіна 17 травня, котрий показав негативний результат.
Поки тривав розгляд допінгової справи Повєткіна Вайлдер вирішив провести добровільний захист титулу проти співвітчизника Кріса Ареоли, в якому, хоч і виграв, травмував руку. Тому 17 грудня 2016 року у Єкатеринбурзі, Росія в бою між Олександром Повєткіним і канадійцем Бермейном Стіверном мав визначитися тимчасовий чемпіон WBC, майбутній суперник Деонтея Вайлдера.
У листопаді допінг-проба Стіверна дала позитивний результат на наявність у крові забороненого препарату метилгексанаміну. Канадійцю, який доводив, що заборонений препарат входив до складу харчової добавки, про що він не знав, виписали штраф у розмірі 75000 $ і 40 годин виправних робіт, але про дикваліфікацію мова не йшла. Команда Повєткіна вирішила не зривати бій.
А у грудні знову попався на допінгу Повєткін — Добровільна антидопінгова асоціація (VADA) виявила в аналізах Повєткіна сліди використання остаріна, про що і повідомила WBC. Суперники вже пройшли процедуру офіційного зважування, але вранці в день бою президент WBC Маурісіо Сулейман повідомив, що організація відмовляється санкціонувати бій через допінг-проби росіянина. Після позбавлення бою статуса титульного Стіверн відмовився від бою з Повєткіним. Повєткін все ж вийшов в головному бою вечора проти терміново підібраного суперника — француза Жоана Дюапа, з яким без проблем упорався, нокаутувавши у 6 раунді.
У лютому 2017 року WBC виключила Повєткіна зі свого рейтинга, а у березні дискваліфікувала на невизначений термін через використання заборонених речовин, оштрафувавши також на 250000 $. У квітні Повєткін оскаржив дискваліфікацію за допінг. У листопаді 2017 року WBC зняла дискваліфікацію, але зобов'язала виплатити штраф за зрив бою.

### Бій з Руденком
Повєткін 1 липня 2017 року провів титульний бій проти українця Андрія Руденка за вакантні пояси інтернаціонального чемпіона WBO і континентального чемпіона WBA. У Руденка через пошкодження виникли проблеми уже в першому раунді, але він продовжив бій, який тривав усі 12 раундів і закінчився перемогою Повєткіна за очками.

### Бій з Хаммером
6 грудня 2017 року вийшов термін дискваліфікації Повєткіна Світовою боксерською радою, а вже 15 грудня 2017 року в Єкатеринбурзі росіянин переміг за очками німця Крістіана Хаммера, здобувши вакантний титул інтерконтинентального чемпіона WBA і статус претендента на титул WBA Super.

### Бій з Прайсом
31 березня 2018 року у Кардіффі в андеркарді об'єднавчого бою Ентоні Джошуа — Джозеф Паркер пройшов бій Повєткін — Девід Прайс. Від самого початку бою Повєткін пішов у наступ, у третьому раунді відправив британця в нокдаун, хоч у кінцівці цього раунду втратив рівновагу, і вже йому рефері відрахував нокдаун. А в п'ятому раунді росіянин піймав Девіда правим боковим, добив лівим аперкотом і відправив у важкий нокаут, після якого Прайс пару хвилин не міг піднятися.

### Чемпіонський бій з Ентоні Джошуа
22 вересня 2018 року на стадіоні Вемблі у Лондоні відбувся бій двох олімпійських чемпіонів, Олександра Повєткіна — Ентоні Джошуа. Для британця це був обов'язковий захист своїх чемпіонських титулів за версіями IBO, WBA Super, IBF та WBO, на які претендував Олександр Повєткін. На початку бою Повєткін мав активніший вигляд, навіть розбив ніс Джошуа. У сьомому раунді Ентоні Джошуа відправив Олександра Повєткіна спершу в нокдаун, а через декілька секунд — у нокаут. Олександр Повєткін програв бій.

### Подальша кар'єра
39-річний Олександр Повєткін, який в бою з Ентоні Джошуа не використав свій другий шанс стати чемпіоном світу, вирішив ще не завершувати кар'єру, але перетворився фактично на гейткіпера і став бажаним суперником для молодших амбітних боксерів.
31 серпня 2019 року відбувся бій Олександр Повєткін — Г'юї Ф'юрі. Британець намагався виснажити росіянина до пізніх раундів, але всупереч його сподіванням Повєткін витримав всю дистанцію бою й у вирішальних раундах навіть мав активніший вигляд, здобувши перемогу одностайним рішенням. У цьому поєдинку Повєткін завоював вакантний титул WBA International і здобув право на бій за титул «регулярного чемпіона» за версією WBA.
7 грудня 2019 року в андеркарді реваншу Ентоні Джошуа — Енді Руїз Повєткін провів дуже важкий бій з американцем Майклом Гантером. Гантер із першого раунду тиснув на Повєткіна, часто вступаючи в розмін ударами. Американський боксер був ближчим до перемоги, але результатом бою несподівано стала нічия розділеним рішенням.
22 серпня 2020 року в Брентвуді, графство Ессекс, у головному бою боксерського вечора Олександр Повєткін створив сенсацію, нокаутувавши багаторічного претендента на титул чемпіона світу за версією Світової боксерської ради (WBC) британця Ділліана Вайта. Бій проходив з незначною перевагою Вайта, який був точнішим в атаках і намагався утримувати Повєткіна на відстані джебу. У четвертому раунді Повєткін двічі побував в нокдауні, але в п'ятому провів точний потужний аперкот, надіславши Вайта у важкий нокаут. Окрім титулу WBC, Повєткін також став володарем почесного пояса WBC Diamond.
Бій-реванш, запланований на листопад 2020 року, неодноразово переносився. Поєдинок, який відбувся 27 березня 2021 року у Гібралтарі, розпочався невдало для Повєткіна вже з першого раунду. У четвертому раунді Вайт точним ударом відправити росіянина в нокаут.
Після цього бою Повєткін, на рахунку якого 36 перемог (25 — нокаутом), три поразки і одна нічия, оголосив про завершення кар'єри.

## Статистика професійних боїв
| Бій      | Рекорд     | Дата              | Суперник               | Місце поєдинку                                                | Раундів                              | Примітки |
| -------- | ---------- | ----------------- | ---------------------- | ------------------------------------------------------------- | ------------------------------------ | --- |
| Поразка  | 36(25)-3-1 | 27 березня 2021   | Ділліан Вайт (27-2)    | Europa Point Sports Complex, Гібралтар                        | Технічний нокаут 4(12) 2:39/small>   | Втратив титул тимчасового чемпіона за версією WBC у важкій вазі |
| Перемога | 36(25)-2-1 | 22 серпня 2020    | Ділліан Вайт (27-1)    | Matchroom Fight Camp, Брентвуд, Ессекс                        | Технічний нокаут 5(12) 0:30          | Завоював титули тимчасового чемпіона за версією WBC та WBC Diamond у важкій вазі. |
| Нічия    | 35(24)-2-1 | 7 грудня 2019     | Майкл Гантер (18–1)    | Дірійя Арена, Ед-Дірійя                                       | Нічия розділеним рішенням (12)       | |
| Перемога | 35(24)-2   | 31 серпня 2019    | Г'юї Ф'юрі (23–2)      | О2 Арена, Лондон                                              | Одностайне рішення суддів (12)       | Виграв вакантний титул чемпіона за версією WBA International у важкій вазі |
| Поразка  | 34(24)-2   | 22 вересня 2018   | Ентоні Джошуа (21-0)   | Вемблі, Лондон                                                | Технічний нокаут 7(12) 1:59          | Бій за титули чемпіона за версією IBF, WBA Super, IBO та WBO у важкій вазі |
| Перемога | 34(24)-1   | 31 березня 2018   | Девід Прайс (22-4)     | Кардіфф, Уельс                                                | Нокаут 5(12) 1:02                    | Захистив титули чемпіона за версією WBO International та WBA Intercontinental у важкій вазі |
| Перемога | 33(23)-1   | 15 грудня 2017    | Крістіан Хаммер (22–4) | ПІВС Єкатеринбург, Росія                                      | Одностайне рішення суддів (12)       | Захистив титул чемпіона за версією WBO International та виграв титул WBA Intercontinental у важкій вазі |
| Перемога | 32(23)-1   | 1 липня 2017      | Андрій Руденко (31-2)  | Москва, Росія                                                 | Одностайне рішення суддів (12)       | Виграв вакантні титули чемпіона за версією WBO International та WBA Continental у важкій вазі |
| Перемога | 31(23)-1   | 17 грудня 2016    | Жоан Дюапа (34–3)      | IEC Expo Єкатеринбург, Росія                                  | Нокаут 6(10) 2:59                    | |
| Перемога | 30(22)-1   | 7 листопада 2015  | Маріуш Вах (31-1-0)    | TatNeft Arena Казань, Росія                                   | Технічний нокаут 12(12) 0:58         | Захист титулу чемпіона світу за версією WBC Silver. |
| Перемога | 29(21)-1   | 22 травня 2015    | Майк Перес (21-1-1)    | Лужники Москва, Росія                                         | Технічний нокаут 1(12)               | Захист титулу чемпіона світу за версією WBC Silver. |
| Перемога | 28(20)-1   | 24 жовтня 2014    | Карлос Такам (30-1-1)  | Москва, Росія                                                 | Технічний нокаут 10 (12)             | Завоював титул чемпіона світу за версією WBC Silver. |
| Перемога | 27(19)-1   | 30 травня 2014    | Мануель Чарр           | Лужники, Москва, Росія                                        | Технічний нокаут (7)                 | Завоював вакантний титул інтернаціонального чемпіона світу за версією WBC. |
| Поразка  | 26(18)-1   | 5 жовтня 2013     | Володимир Кличко       | СК Олімпійський, Москва, Росія                                | Одностайне рішення суддів (12)       | Титул чемпіона світу за версіями IBF, IBO, 15-ий захист, за версією WBO, 11-ий захист, за версією суперчемпіона WBA, 5-й захист Кличко, титул чемпіона The Ring, 8-й захист. Повєткін в нокдауні у 2-му раунді і тричі у 7-му. |
| Перемога | 26(18)-0   | 17 травня 2013    | Анджей Вавжик          | Crocus City Hall, Москва, Росія                               | Технічний нокаут (12) 2:28           | Титул регулярного чемпіона за версією WBA, 4-й захист Повєткіна (добровільний). |
| Перемога | 25(17)-0   | 29 вересня 2012   | Хасим Рахман           | Спортхолл, Гамбург, Німеччина                                 | Технічний нокаут (12) 1:46           | Титул регулярного чемпіона за версією WBA, 3-й захист Повєткіна (обов'язковий). |
| Перемога | 24(16)-0   | 25 лютого 2012    | Марко Хук              | «Порше-Арена», Штутгарт, Німеччина                            | Рішення більшості суддів (12)        | Титул регулярного чемпіона за версією WBA, 2-й захист Повєткіна (добровільний), титул Хука за версією WBO в першій важкій вазі.                                                                                                |
| Перемога | 23(16)-0   | 3 грудня 2011     | Седрік Босвелл         | «Гартвалл Арена», Гельсінкі, Фінляндія                        | Нокаут (12) 2:58                     | Титул регулярного чемпіона за версією WBA, 1-й захист Поветкина (добровільний). |
| Перемога | 22(15)-0   | 27 серпня 2011    | Руслан Чагаєв          | «Мессехалле», Ерфурт, Німеччина                               | Одностайне рішення суддів (12)       | Вакантний титул регулярного чемпіона за версією WBA. |
| Перемога | 21(15)-0   | 18 грудня 2010    | Микола Фірта           | «Макс Шмелінг Халле», Берлін, Німеччина                       | Одностайне рішення суддів (10)       | |
| Перемога | 20(15)-0   | 16 жовтня 2010    | Теке Орух              | ПС «Олімпійський», Чехов, Росія                               | Нокаут (10) 2:57                     | |
| Перемога | 19(14)-0   | 13 березня 2010   | Хав'єр Мора            | «Макс Шмелінг Халле», Берлін, Німеччина                       | Технічний нокаут (10) 0:50           | |
| Перемога | 18(13)-0   | 5 грудня 2009     | Лео Нолан              | «Арена», Людвігсбург, Німеччина                               | Нокаут (10) 2:33                     | |
| Перемога | 17(12)-0   | 4 квітня 2009     | Джейсон Естрада        | «Бург-Вехтер Кастелло», Дюссельдорф, Німеччина                | Одностайне рішення суддів (10)       | |
| Перемога | 16(12)-0   | 19 липня 2008     | Таурус Сайкс           | ПС «Олімпійський», Чехов, Росія                               | Технічний нокаут (10) 1:43           | |
| Перемога | 15(11)-0   | 26 січня 2008     | Едді Чемберс           | «Темподром», Кройцберг, Берлін, Німеччина                     | Одностайне рішення суддів (12)       | Виграв елімінатор чемпіона світу за версією IBF, 2 тур. |
| Перемога | 14(11)-0   | 27 жовтня 2007    | Кріс Берд              | «Мессехалле», Ерфурт, Тюрингія, Німеччина                     | Технічний нокаут (12) 1:52           | Турнір на звання обов'язкового претендента на чемпіонський бій за версією IBF, 1 тур. |
| Перемога | 13(10)-0   | 30 червня 2007    | Ларрі Дональд          | СК «Олімпійський», Москва, Росія                              | Одностайне рішення суддів (10)       | |
| Перемога | 12(10)-0   | 26 травня 2007    | Патріс Л'Еро           | «Яко-Арена», Бамберг, Німеччина                               | Нокаут (10) 1:02                     | |
| Перемога | 11(9)-0    | 3 березня 2007    | Девід Бостіс           | «Штадтхалле», Росток, Німеччина                               | Технічний нокаут (10) 2:57           | |
| Перемога | 10(8)-0    | 10 грудня 2006    | Імаму Мейфілд          | СК «Олімпійський», Москва, Росія                              | Нокаут (10) 1:17                     | |
| Перемога | 9(7)-0     | 23 вересня 2006   | Ед Мехоун              | «Ріттал-Арена», Вецлар, Ессен, Німеччина                      | Технічний нокаут (8) 2:05            | |
| Перемога | 8(6)-0     | 3 червня 2006     | Лівін Кастільо         | «Туй-Арена», Ганновер, Німеччина                              | Технічний нокаут (8) 2:45            | |
| Перемога | 7(5)-0     | 22 квітня 2006    | Фрайдей Ахунанья       | «САП-Арена», Мангейм, Німеччина                               | Одностайне рішення суддів (6)        | |
| Перемога | 6(5)-0     | 4 березня 2006    | Річард Банго           | «ЕВЕ-Арена», Ольденбург, Німеччина                            | Нокаут (6) 2:20                      | |
| Перемога | 5(4)-0     | 17 грудня 2005    | Віллі Чепмен           | «Макс Шмелінг Халле», Берлін, Німеччина                       | Технічний нокаут (6) 2:19            | |
| Перемога | 4(3)-0     | 12 листопада 2005 | Стефан Тессьє          | «Шпортхалле», Альстердорф, Гамбург, Німеччина                 | Одностайне рішення суддів (4)        | |
| Перемога | 3(3)-0     | 1 жовтня 2005     | Джон Кестл             | «ЕВЕ-Арена», Ольденбург, Німеччина                            | Відмова від продовження бою (4) 3:00 | |
| Перемога | 2(2)-0     | 3 вересня 2005    | Серрон Фокс            | «Інтернешнл Конгресс Центр», Шарлоттенбург, Берлін, Німеччина | Технічний нокаут (4) 2:37            | |
| Перемога | 1(1)-0     | 11 червня 2005    | Мухаммед Алі Дурмаз    | «БігБокс», Кемптен, Німеччина                                 | Технічний нокаут (4) 1:23            | Професійний дебют. |

## Цікаві факти
- Свій перший серйозний гонорар Повєткін отримав, вигравши у 1998 році боксерський турнір в Красноярську. За цю перемогу Олександру вручили грошову премію в 4500 доларів і також 50-грамовий брусок чистого золота 999-ї проби, який і по цей день зберігається російським боксером як талісман.